# Apostolska nunciatura na Cookovih otokih
Apostolska nunciatura na Cookovih otokih je diplomatsko prestavništvo (veleposlaništvo) Svetega sedeža na Cookovih otokih.
Trenutni apostolski nuncij je Charles Daniel Balvo.

## Seznam apostolskih nuncijev
- Patrick Coveney (14. julij 2001–25. januar 2005)
- Charles Daniel Balvo (25. marec 2006–danes)